# Miss USA 2005
Miss USA 2005, la 54.ª edición del concurso Miss USA, se llevó a cabo en el Hippodrome Theater de Baltimore, Maryland (Estados Unidos) el 25 abril.
Cincuenta candidatas de todos los estados compitieron por el título de Miss USA en el Hippodrome Theater el 11 de abril de 2005.   Los presentadores fueron las estrellas de Access Hollywood Nancy O'Dell y Billy Bush.
Esta fue el primero de dos certámenes seguidos en Maryland, a como fue hecho en Los Ángeles, California en 2004.  El local fue escogido en octubre de 2004.

## Competencias
Después de que salieron las delegadas y la apertura del certamen, se anunciaron las quince candidatas que quedarían como finalistas.  estas finalistas compitieron en la competencia de traje de noche, donde ellas mismas escogieron sus vestidos y luego son puntuadas por el jurado. Este año se caracterizó porque dos candidatas llevaron un vestido atrevido, el de Brenda Brabham, Miss Pennsylvania USA, y el de Meaghan Jarensky, Miss New York USA.  El vestido dorado de Brabham tenía unos tirantes en la parte delantera conectado con su falda, por lo que muchos se refirieron al vestido como un traje de baño, y el vestido dorado de Jarensky tenía un corte muy inusual.
Luego siguió el segundo corte, y se llamaron sólo a diez candidatas.  Después esas finalistas compitieron en traje de baño, vistiendo arreglos florales especiales de Endless Sun. Brittany Hogan, Miss California USA tiró su ropa mientras desfilaba en la pasarela, pero a pesar de esto quedó como primera finalista. Miss New York USA, Meaghan Jarensky casi tiró su ropa, pero desafortunadamente no tuvo la misma suerte que Miss California.
Al anunciar el top cinco, las delegadas compitieron en una entre vista llamada la "pregunta final". Todas las preguntas hechas a las candidatas fueron escritas por Miss USA 2004, Shandi Finnessey y las candidatas del top 5. Finalmente, se anunciaron las finalistas, y Chelsea Cooley de Carolina del Norte fue coronada como Miss USA.

## Jueces
El panel de celebridades para juzgar a las candidatas fueron anunciadas el 10 de marzo de 2005.  Los jueces fueron:
- Michael Phelps - Medallistas olímpico de oro
- Molly Sims - estrella del show de NBC Las Vegas
- Sugar Ray Leonard - boxeador
- Frederic Fekkai - experto en belleza
- Pamela Dennis - diseñador de modas
- Raj Bhakta - candidato de The Apprentice
- Ksenia Maksimova - modelo
- Brody Hutzler - actor en Days of Our Lives

## Resultados
| Resultado Final   | Delegada |
| ----------------- | --- |
| Miss USA 2005     | - Carolina del Norte - Chelsea Cooley |
| Primera finalista | - California - Brittany Hogan |
| Segunda finalista | - Kentucky - Kristen Johnson |
| Tercera finalista | - Illinois - Jill Gulseth |
| Cuarta finalista  | - Florida - Melissa Witek |
| Top 10            | - Maryland - Marina Harrison - Misisipi - Jennifer Adcock - New York - Meaghan Jarensky - Oklahoma - Landi Scott - Pennsylvania - Branda Kaye Brabham |
| Top 15            | - Arkansas - Jessica Furrer - Michigan - Crystal Hayes - Texas - Tyler Colie Willis - Utah - Marin Poole - Virginia Occidental - Kristen Morrison     |

## Candidatas
Las delegadas de Miss USA 2005 fueron:
| - Alabama - Jessica Tinney - Alaska - Aleah Scheick - Arizona - Mariana Loya - Arkansas - Jessica Furrer - California - Brittany Hogan - Colorado - Lauren Cisneros - Connecticut - Melissa Mandak - Delaware - Sheena Benton - District of Columbia - Sarah-Elizabeth Langford - Carolina del Norte - Chelsea Cooley - Dakota del Norte - Chrissa Miller - Florida - Melissa Witek - Georgia - Tanisha Brito - Hawái - Jennifer Fairbank - Idaho - Sade Aiyeku - Illinois - Jill Gulseth - Indiana - Kaitlyn Christopher - Iowa - Joy Robinson - Kansas - Rachel Saunders - Kentucky - Kristen Johnson - Luisiana - Candice Stewart - Maine - Erica Commeau - Maryland - Marina Harrison - Massachusetts - Cristina Nardozzi - Míchigan - Crystal Hayes - Minnesota - Carrie Lee - Misisipi - Jennifer Adcock - Misuri - Andrea Ciliberti | - Montana - Amanda Kimmel - Nebraska - Jana Murrell - Nevada - Shivonn Geeb - Nueva Hampshire - Candace Glickman - Nueva Jersey - Sylvia Pogorzelski - Nuevo México - Jacqueline Deaner - Nueva York - Meaghan Jarensky - Ohio - Aisha Berry - Oklahoma - Laci Scott - Oregon - Jessica Carlson - Pensilvania - Brenda Brabham - Rhode Island - Allison Paganetti - Carolina e3l WU4 - Sarah Medley - Dakota DEL sUR - Jessica Fjerstad - Tennessee - Amy Colley - Texas - Tyler Willis - Utah - Marin Poole - Vermont - Amanda Mitteer - Virginia - Jennifer Pitts - Washington - Amy Crawford - Virginia Occidental - Kristin Morrison - Wisconsin - Melissa Ann Young - Wyoming - Abby Norman |